# Лакунарная ангина

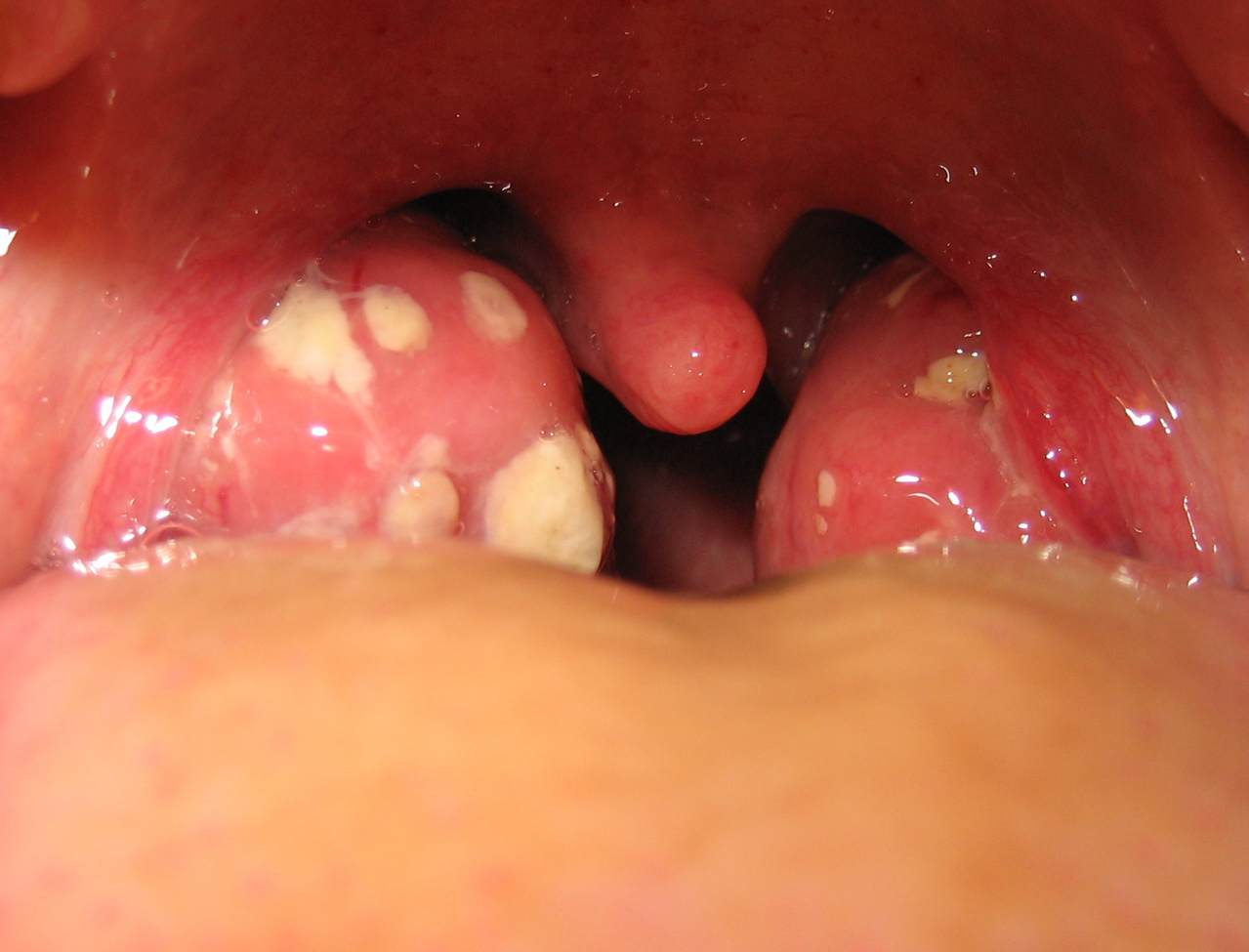
Двусторонняя лакунарная ангина

Лакуна́рная анги́на — клиническая форма ангины, характеризующаяся выраженной разлитой гиперемией миндалин, нередко отёчностью нёбных дужек, слизисто-гнойным экссудатом на поверхности миндалин, умеренной реакцией регионарных лимфатических узлов. Обычно длительность заболевания составляет 10 дней.

## Симптомы
- Боль в горле, в том числе, при глотании пищи или слюны.
- Головная боль
- В горле появляется резкое покраснение (гиперемия) и отёчность в области нёбных миндалин, серовато-беловатые или слегка желтоватые налёты на поверхности миндалины.
- Повышение температуры тела до 40 градусов, озноб, острое развитие болезни.
- Увеличение регионарных лимфатических узлов.
- Боли в мышцах (главным образом в области поясницы, икроножных мышц).

## Лечение
- Постельный режим. Питание тёплое (не горячее), жидкое и богатое белком, витаминами. Обильное питьё.
- Регулярное полоскание горла растворами низкой концентрации: иода с добавлением соли или хлоргексидином,отварами из Ромашки или Календулы.
- Смазывание миндалин раствором Люголя.
- Отоларинголог назначает антибиотики.